# Parque O'Higgins Circuit
Het Parque O'Higgins Circuit is een stratencircuit in Santiago, Chili. Op 26 januari 2019 was het circuit voor het eerst gastheer van een Formule E-race, de ePrix van Santiago, als vervanger van het Santiago Street Circuit. Deze race werd gewonnen door Envision Virgin Racing-coureur Sam Bird.

## Geschiedenis
In het seizoen 2017-2018 werd de ePrix van Santiago voor het eerst gehouden op het Santiago Street Circuit. Voor het seizoen 2018-2019 moest worden gezocht naar een nieuwe locatie voor deze race vanwege logistieke problemen, veroorzaakt door klachten van inwoners over het sluiten van de wegen in en rond het Parque Forestal in de stad. Om deze problemen tegen te gaan, werd gekozen voor een nieuwe locatie in het Parque O'Higgins.

## Ligging
Het circuit is 2,4 kilometer lang en telt veertien bochten, acht naar links en zes naar rechts. Het circuit loopt rond de Movistar Arena.